# Rifugio Ottone Brentari
Il rifugio S.A.T. Cima D’Asta "Ottone Brentari" è un rifugio alpino di proprietà della Società alpinisti tridentini a quota 2473 m s.l.m. in alta Val Sorgazza, laterale della Valsugana.

Il rifugio si affaccia su un ampio anfiteatro montuoso e si trova ai piedi della parete sud del massiccio di Cima d'Asta, poco distante dall'omonimo laghetto da cui nasce il torrente Grigno.

## Storia
Il rifugio Cima d'Asta è il principale rifugio realizzato dalla SAT nel gruppo del Lagorai-Cima d'Asta e per decenni fu l'unico esistente.
L'idea di realizzare un rifugio in questa zona maturò all'inizio del secolo scorso; la proposta venne avanzata durante il Congresso della SAT del 1906 tenutosi a Roncegno. I lavori iniziarono l'anno successivo.

Il 24 agosto 1908 il rifugio Cima d'Asta, venne inaugurato e affidato a delle guide alpine locali.
Durante la Grande Guerra il rifugio subì notevoli danni, venne ripristinato nel 1922 e dedicato allo scrittore e alpinista Ottone Brentari (autore della prima guida del Trentino, commissionata proprio dalla SAT).

Anche la Seconda Guerra Mondiale arrecò gravi danni alla struttura. Venne ristrutturato e fu riaperto l'8 agosto del 1952.
Nel 1982 venne effettuato un radicale ampliamento del rifugio. I lavori si conclusero nel 1984 offrendo agli escursionisti sempre più presenti una struttura dalle dimensioni triplicate.

## Accessi

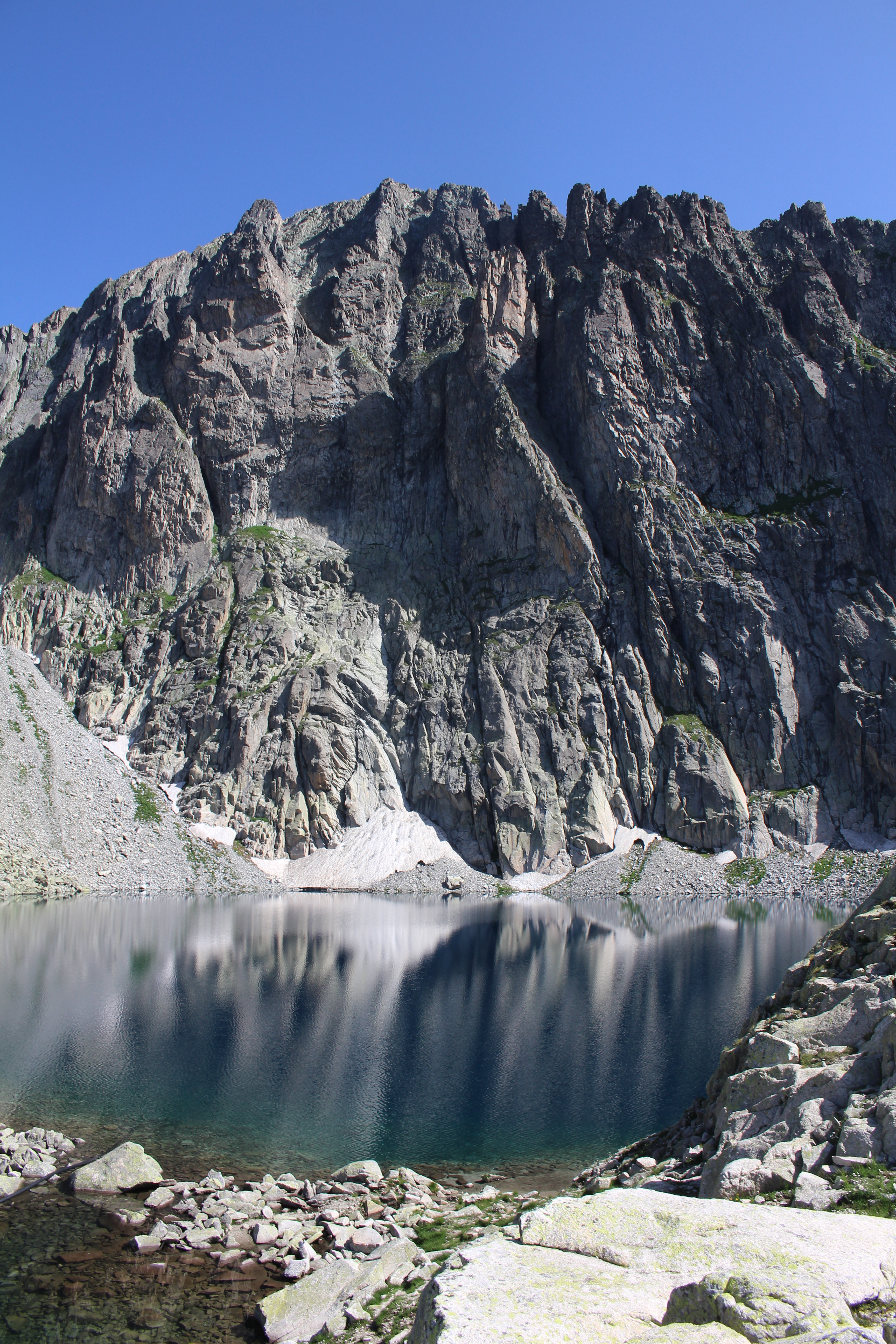
Il lago di Cima d'Asta, a pochi minuti dal rifugio, con alle spalle la parete est dell'omonima cima. La via normale sale alla Forcelletta, più a destra (sud) lungo la cresta.

Trattandosi di un rifugio escursionistico, tutti gli accessi richiedono tempo e preparazione fisica. I principali accessi sono:
- da Malga Sorgazza (1450 m s.l.m) - su sentiero facile, segnavia SAT 327 - 3 ore;
- da ponte sul Rio Conseria in Val Campelle (1468 m s.l.m) - su sentieri segnavia SAT 326 e 327 - 4.45 ore;
- dal Rifugio Refavaie in Val Cia (1116 m s.l.m) - su strada forestale e sentieri segnavia SAT 338 e 386 - 4.30 ore.

## Ascensioni
L'unica ascensione degna di nota è la superba Cima d'Asta raggiungibile per la via normale che sale alla Forcelletta (2680  m s.l.m), cala pochi metri (con l'ausilio di un cordino di sicurezza) e rimonta la pietraia sommitale, dove si trova la Capanna Giuseppe Cavinato in circa un'ora e un quarto.